# 魚路古道

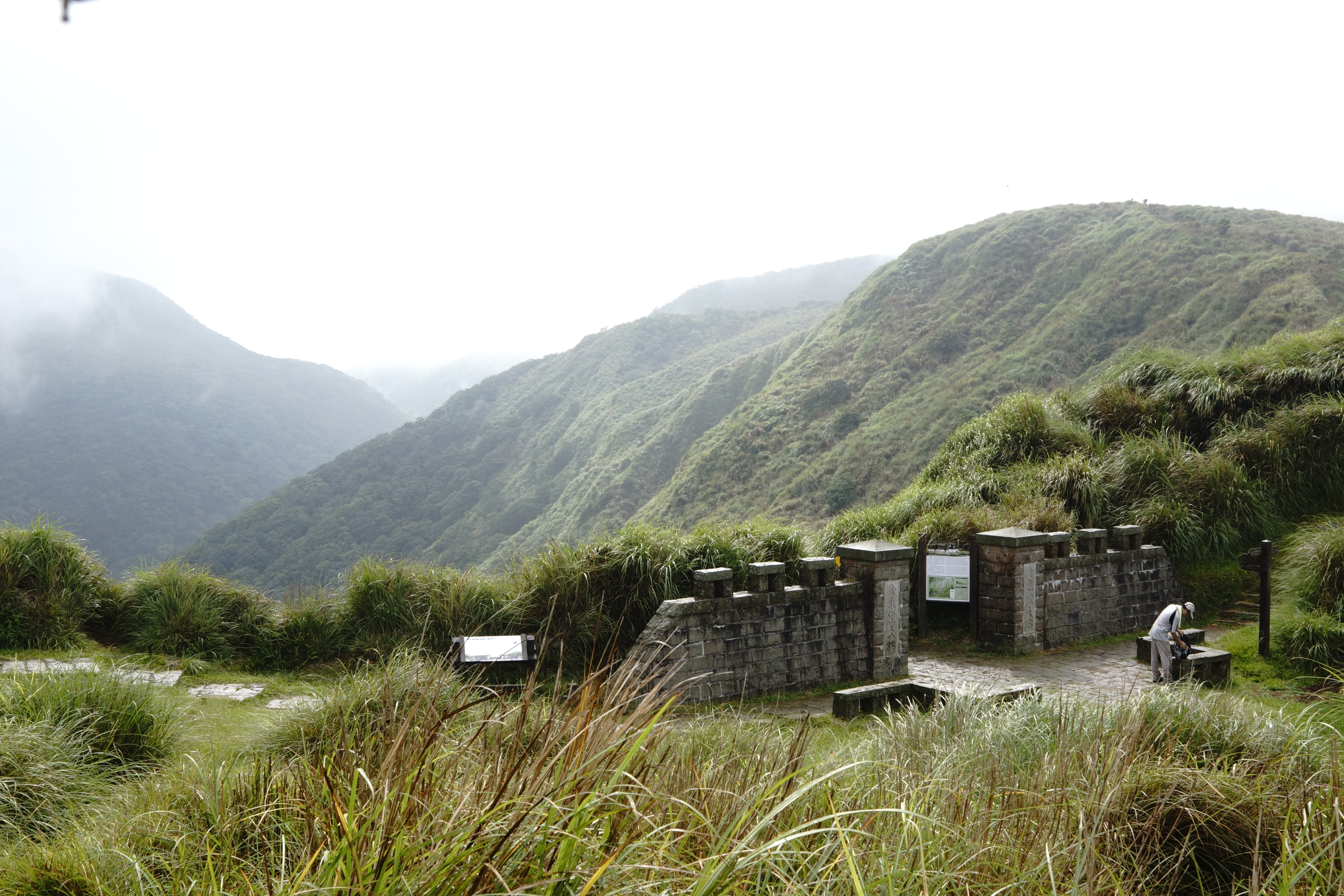
擎天崗往下到金山入口

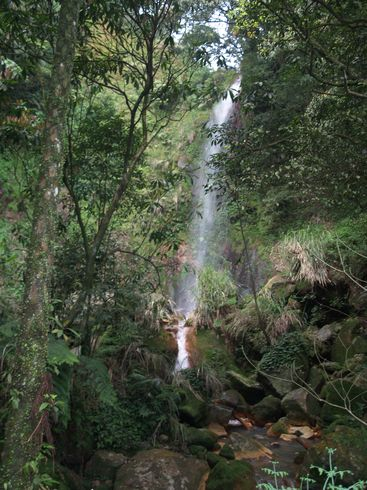
絹絲瀑布

魚路古道是一條位於台灣陽明山國家公園中的歷史步道，全程約有30公里，從金山的磺港魚村（現磺港漁港附近）至台北市士林。其名稱｢魚路｣意謂著這條步道過去是魚貨運送的山路。在清光緒29年時，金山區﹙舊稱為金包里﹚的漁民多由這條山路，將漁獲送到台北市裡。鄉傳古話有｢草山風、竹子湖雨、金包里大路｣，其中金包里大路就是指魚路古道北邊的路段。
不少山友習慣以山頂擎天崗為界，將此步道分為南路與北路。南路有絹絲瀑布為主要景點，北路則有打石場遺跡、許顏橋為主要景點。中途皆可看到一些山路上清朝時期的廢墟。目前魚路古道中仍保存較完整人行步道的段落主要是由頂八煙至山仔后的路段，包括有河南勇路與日人路，中間有不少景點都相當有名，如擎天崗、山豬湖、山仔后等。

## 外部連結
- 魚路古道南北路示意圖[永久]